# Mick Taylor
Michael Kevin "Mick" Taylor (n. 17 ianuarie 1949, Welwyn Garden City, Anglia, Regatul Unit) este un muzician englez.
Este cunoscut ca fost membru al trupei John Mayall & the Bluesbreakers dar și al formației The Rolling Stones. De-a lungul timpului petrecut în aceste grupuri, Taylor a devenit cunoscut ca un chitarist tehnic cu preferințe spre blues, rhythm and blues și rock and roll. De la plecarea sa din The Rolling Stones în decembrie 1974, Taylor a colaborat cu numeroși alți artiști lansând și o serie de albume solo.